# Rechiar szvév király
Rechiar (? – 456 decembere) szvév király 448-tól haláláig. Rechila szvév király és Wallia nyugati gót király leányának fia. Testvére Ricimer.
Áttért a katolikus hitre. Ő (és utódai) rabló hadjáratokat folytatott a rómaiak ellen. Ezért a rómaiak és a nyugati gótok együttes erővel rátörtek a szvévek országára. Rechiar a háborgó tenger felé menekült, de hiába. A kedvezőtlen széljárás visszasodorta a partra. Elfogták és kivégezték.